# 1410 (bier)
1410 is een Nederlands bier van hoge gisting.
Het bier wordt gebrouwen in opdracht van de Stichting Noord-Hollandse Alternatieve Bierbrouwers (SNAB) te Purmerend in De Proefbrouwerij te Hijfte, België.
Het is een amberkleurig bier met een alcoholpercentage van 5,5% (13° Plato). Dit bier werd de eerste maal gebrouwen in het jubileumjaar 2010, waarbij het 600-jarig bestaan van Purmerend gevierd werd.

## Prijzen
- European Beer Star 2010 – Zilver in de categorie Belgian style Ale